# Чемпионат Украины по футболу 2019/2020
Чемпионат Украины по футболу 2019/2020 — 29-й чемпионат Украины по футболу. Титул чемпиона защитил донецкий «Шахтёр».

## Нововведения
Впервые будет проведён плей-офф за право выступать в Лиге Европы, в котором принимают участие команды, занявшие 5-8 места.
С 2020 года предусмотрено использование системы видеопомощи арбитрам в тестовом режиме.
Команда, занявшая последнее 12-е место, выбывает из УПЛ.

## Участники
По итогам сезона 2018/19 Премьер-лигу покинули:
- «Черноморец» — 11-е место, выбывание по итогам стыковых матчей с «Колосом».
- «Арсенал-Киев» — 12-е место.

По итогам Первой лиги 2018/19 в Премьер-лигу вышли:
- «Днепр-1» — 1-е место.
- «Колос» — 2-е место, повышение в классе по итогам стыковых матчей с «Черноморцем».

| Команда     | Город       | Стадион                                             | Вместимость стадиона | Экипировка  | Генеральный спонсор  | Место в прошлом сезоне |
| ----------- | ----------- | --------------------------------------------------- | -------------------- | ----------- | -------------------- | ---------------------- |
| Александрия | Александрия | Ника                                                | 7080                 | Nike        | Украгроком           | 3                      |
| Ворскла     | Полтава     | Ворскла им. Алексея Бутовского                      | 25 000               | Adidas      | Ferrexpo             | 7                      |
| Десна       | Чернигов    | им. Юрия Гагарина                                   | 5500                 | Nike        |                      | 8                      |
| Динамо      | Киев        | НСК «Олимпийский» «Динамо» им. Валерия Лобановского | 70 050 16 873        | New Balance |                      | 2                      |
| Днепр-1     | Днепр       | Днепр-Арена                                         | 31 003               | Nike        |                      | 1 (Первая лига)        |
| Заря        | Луганск     | Славутич-Арена, Запорожье                           | 12 000               | Nike        |                      | 5                      |
| Карпаты     | Львов       | Украина                                             | 28 051               | Joma        | Marathon Bet         | 10                     |
| Колос       | Ковалёвка   | Оболонь-Арена, Киев                                 | 5 100                | Nike        | Агрофирма «Свитанок» | 2 (Первая лига)        |
| Львов       | Львов       | Арена Львов                                         | 34 915               | Legea       | Glusco               | 6                      |
| Мариуполь   | Мариуполь   | им. Владимира Бойко                                 | 12 680               | Nike        | Фаворит Спорт        | 4                      |
| Олимпик     | Донецк      | «Динамо» им. Валерия Лобановского, Киев             | 16 873               | Joma        | Альтком              | 9                      |
| Шахтёр      | Донецк      | Металлист, Харьков НСК «Олимпийский», Киев          | 40 200 70 050        | Nike        | Parimatch            | 1                      |

### Региональное распределение
| Регион                   | Кол-во команд | Команды                    |
| ------------------------ | ------------- | -------------------------- |
| Днепропетровская область | 1             | Днепр-1                    |
| Донецкая область         | 3             | Мариуполь, Олимпик, Шахтёр |
| Киев                     | 1             | Динамо                     |
| Киевская область         | 1             | Колос                      |
| Львовская область        | 2             | Карпаты, Львов             |
| Полтавская область       | 1             | Ворскла                    |
| Кировоградская область   | 1             | Александрия                |
| Луганская область        | 1             | Заря                       |
| Черниговская область     | 1             | Десна                      |

## Составы
| Клуб        | Главный тренер           | Капитан           |
| ----------- | ------------------------ | ----------------- |
| Александрия | Владимир Шаран           | Андрей Запорожан  |
| Ворскла     | Виталий Косовский        | Владимир Чеснаков |
| Десна       | Александр Рябоконь       | Денис Фаворов     |
| Динамо      | Алексей Михайличенко     | Сергей Сидорчук   |
| Днепр-1     | Дмитрий Михайленко       | Сергей Кравченко  |
| Заря        | Виктор Скрипник          | Никита Каменюка   |
| Карпаты     | Роман Санжар (и. о.)     | Дмитрий Клёц      |
| Колос       | Руслан Костышин          | Виталий Гавриш    |
| Львов       | Богдан Блавацкий         | Александр Бандура |
| Мариуполь   | Александр Бабич          | Рустам Худжамов   |
| Олимпик     | Игорь Климовский (и. о.) | Дмитрий Гришко    |
| «Шахтёр»    | Луиш Каштру              | Тайсон            |

## Турнирная таблица

### Первый этап
| Поз | Команда     | И  | В  | Н | П  | МЗ | МП | РМ  | О  | Квалификация или выбывание |
| --- | ----------- | -- | -- | - | -- | -- | -- | --- | -- | -------------------------- |
| 1   | Шахтёр      | 22 | 19 | 2 | 1  | 59 | 14 | +45 | 59 | Группа 1                   |
| 2   | Динамо      | 22 | 14 | 3 | 5  | 44 | 17 | +27 | 45 | Группа 1                   |
| 3   | Заря        | 22 | 13 | 4 | 5  | 39 | 18 | +21 | 43 | Группа 1                   |
| 4   | Десна       | 22 | 13 | 3 | 6  | 36 | 15 | +21 | 42 | Группа 1                   |
| 5   | Александрия | 22 | 11 | 4 | 7  | 30 | 23 | +7  | 37 | Группа 1                   |
| 6   | Колос       | 22 | 8  | 2 | 12 | 25 | 39 | −14 | 26 | Группа 1                   |
| 7   | Днепр-1     | 22 | 7  | 4 | 11 | 26 | 34 | −8  | 25 | Группа 2                   |
| 8   | Мариуполь   | 22 | 6  | 7 | 9  | 21 | 35 | −14 | 25 | Группа 2                   |
| 9   | Львов       | 22 | 5  | 5 | 12 | 16 | 35 | −19 | 20 | Группа 2                   |
| 10  | Ворскла     | 22 | 6  | 2 | 14 | 15 | 38 | −23 | 20 | Группа 2                   |
| 11  | Олимпик     | 22 | 5  | 3 | 14 | 17 | 37 | −20 | 18 | Группа 2                   |
| 12  | Карпаты     | 22 | 2  | 7 | 13 | 17 | 40 | −23 | 13 | Группа 2                   |

### Второй этап

#### Группа 1
| Поз | Команда     | И  | В  | Н | П  | МЗ | МП | РМ  | О  | Квалификация или выбывание                        |
| --- | ----------- | -- | -- | - | -- | -- | -- | --- | -- | ------------------------------------------------- |
| 1   | Шахтёр      | 32 | 26 | 4 | 2  | 80 | 26 | +54 | 82 | Групповой этап Лиги чемпионов                     |
| 2   | Динамо      | 32 | 18 | 5 | 9  | 65 | 35 | +30 | 59 | 3-й кв. раунд Лиги чемпионов                      |
| 3   | Заря        | 32 | 17 | 7 | 8  | 50 | 29 | +21 | 58 | Групповой этап Лиги Европы                        |
| 4   | Десна       | 32 | 17 | 5 | 10 | 59 | 33 | +26 | 56 | 3-й кв. раунд Лиги Европы                         |
| 5   | Александрия | 32 | 14 | 7 | 11 | 49 | 47 | +2  | 49 | Плей-офф за участие во 2-й кв. раунде Лиги Европы |
| 6   | Колос       | 32 | 10 | 2 | 20 | 33 | 59 | −26 | 32 | Плей-офф за участие во 2-й кв. раунде Лиги Европы |

#### Группа 2
| Поз | Команда   | И  | В  | Н | П  | МЗ | МП | РМ  | О  | Квалификация или выбывание                        |
| --- | --------- | -- | -- | - | -- | -- | -- | --- | -- | ------------------------------------------------- |
| 7   | Днепр-1   | 32 | 15 | 4 | 13 | 42 | 42 | 0   | 49 | Плей-офф за участие во 2-й кв. раунде Лиги Европы |
| 8   | Мариуполь | 32 | 12 | 9 | 11 | 40 | 46 | −6  | 45 | Плей-офф за участие во 2-й кв. раунде Лиги Европы |
| 9   | Олимпик   | 32 | 10 | 6 | 16 | 32 | 47 | −15 | 36 |                                                   |
| 10  | Ворскла   | 32 | 9  | 7 | 16 | 23 | 48 | −25 | 34 |                                                   |
| 11  | Львов     | 32 | 5  | 9 | 18 | 25 | 57 | −32 | 24 |                                                   |
| 12  | Карпаты   | 32 | 2  | 9 | 21 | 19 | 48 | −29 | 15 | Выбывание в Первую лигу                           |

Правила классификации: 1) Очки; 2) Очки в очных встречах между командами; 3) Разница забитых и пропущенных мячей в очных встречах между командами; 4) Забитые мячи в очных встречах между командами; 5) Разница забитых и пропущенных мячей во всех матчах; 6) Забитые мячи во всех матчах; 7) При необходимости определения чемпиона — «Золотой матч», в других случаях — жеребьёвка
- Клуб «Карпаты» был исключён из чемпионата 9 июля 2020 года, сыграв 23 матча. Команде засчитано тех.поражение (3:0) в матчах 24-го и 29-го туров. В оставшихся матчах команде засчитаны технические поражения (-:+), а командам соперницам технические победы (+:-)[5]

### Плей-офф за право в Лигу Европы
Первые матчи
| «Колос» (Ковалёвка) | 4:1                                         | «Днепр-1» (Днепр) |
| ------------------- | ------------------------------------------- | ----------------- |
|                     | https://upl.ua/ua/report/view/5282 Протокол |                   |

| «Александрия» | 1:2                                         | «Мариуполь» |
| ------------- | ------------------------------------------- | ----------- |
|               | https://upl.ua/ua/report/view/5281 Протокол |             |

Финальный матч
| «Колос» (Ковалёвка) | 1:0                                         | «Мариуполь» |
| ------------------- | ------------------------------------------- | ----------- |
|                     | https://upl.ua/ua/report/view/5283 Протокол |             |

### Лучшие бомбардиры
| Место | Игрок              | Команда   | Голы   |
| ----- | ------------------ | --------- | ------ |
| 1     | Жуниор Мораес      | «Шахтёр»  | 19 (1) |
| 2     | Александр Филиппов | «Десна»   | 15 (3) |
| 3     | Марлос             | «Шахтёр»  | 13 (1) |
| 4     | Виктор Цыганков    | «Динамо»  | 12 (4) |
| 5     | Богдан Леднев      | «Заря»    | 11 (1) |
| 6     | Тайсон             | «Шахтёр»  | 10 (4) |
| 6     | Владислав Супряга  | «Днепр-1» | 10 (2) |

### Ассистенты[6]
| Место | Игрок              | Команда  | Пасы |
| ----- | ------------------ | -------- | ---- |
| 1     | Тайсон             | «Шахтёр» | 10   |
| 2     | Жуниор Мораес      | «Шахтёр» | 8    |
| 3     | Егор Картушов      | «Десна»  | 7    |
| 3     | Владислав Кочергин | «Заря»   | 7    |